# 花綸
花綸，浙江仁和县人，明朝政治人物、進士出身。

## 生平
洪武十八年，登探花，官至監察御史。

## 科甲殿試名次
鄉試花綸為浙江解元。及會試，取黃子澄第一，練子寧次之，花綸次之。殿試，有司奏花綸第一，練子寧次之，黃子澄又次之。而朱元璋以丁顯與夢相符，擢為狀元，子寧次之，綸又次之，三人皆拜修撰。而第二甲馬京、齊麟為編修，吳文及三甲蔡福南為檢討。黃子澄抑置三甲，為翰林庶吉士，後亦授修撰。
談遷《國榷》、王世貞《弁山堂別集》、《全閩詩話》、張朝瑞《皇明貢舉考》諸書均載花綸為探花。《明清進士題名碑錄索引》列黃子澄為本科探花，誤。